# Albrecht von Boeselager
Albrecht Freiherr von Boeselager (Altenahr, 4 de Outubro de 1949) é um advogado, engenheiro florestal e membro do Conselho Soberano da Ordem Soberana e Militar de Malta. Ele serviu como Grão-Hospitalário de 1989 a 2014 e desde 2014 até 2022, como seu Grão-Chanceler. 

## Biografia
É descendente da Família Boeselager, uma velha família nobre católica alemã de Magdeburg . Seu pai era Philipp von Boeselager, um oficial da Wehrmacht que participou do complô de 20 de julho para assassinar Adolf Hitler em 1944. Sua mãe era Rosa Maria von Westphalen zu Fürstenberg. Seu tio era Georg von Boeselager, também tem um irmão chamado Georg, que é banqueiro. 

## Honrarias
- Grande Condecoração de honra em ouro com faixa da Condecoração de honra por serviços prestados à República da Áustria (1999)
- Grã-Cruz da Ordem do Mérito da República da Hungria (2009)
- Cavaleiro da Grã-Cruz da Ordem do Mérito da República Italiana (1989)
- Grã-Cruz da Ordem do Grão-Duque Gediminas da Lituânia (1999)
- Companheiros honorários com estrela de peito da Ordem Nacional de Mérito (2000)
- Grã-Cruz da Ordem de Cristo Portuguesa (2010)
- Grã-Cruz da Ordem do Infante Dom Henrique (1990)
- Grande Oficial da Ordem da Estrela da Romênia (2012)
- Segunda Turma da Ordem da Dupla Cruz Branca (1998)